# اریک ماکسیم چوپو-موتینگ
اریک ماکسیم چوپو-موتینگ (آلمانی: Eric Maxim Choupo-Moting؛ زاده ۲۳ مارس ۱۹۸۹) بازیکن فوتبال اهل کامرون است.